# Stamno
Stamno war ein Volumen- und Ölmaß auf der Ionischen Insel Santa Maura/Lefkada.
- 1 Stamno = 3 Succali (Singl. Succalo) = 22 Quartucci ≈ 9,734 Liter
- 7 Stamno = 1 Barill ≈ 68,13 Liter
- bei Wein galt: 6 Stamno = 1 Barill